# Аргунське
Аргу́нське (рос. Аргунское) — село у складі району імені Лазо Хабаровського краю, Росія. Входить до складу Черняєвського сільського поселення.

## Населення
Населення — 4 особи (2010; 22 у 2002).
Національний склад (станом на 2002 рік):
- росіяни — 77 %